# Fuzihe (köpinghuvudort i Kina, Hubei Sheng, lat 30,96, long 115,02)
Fuzihe (kinesiska: Fuzihe Zhen, 夫子河镇) är en köpinghuvudort i Kina. Den ligger i provinsen Hubei, i den centrala delen av landet, omkring 82 kilometer nordost om provinshuvudstaden Wuhan. Antalet invånare är 26 470. Befolkningen består av 13 026 kvinnor och 13 444 män. Barn under 15 år utgör 17,0 %, vuxna 15-64 år 69 %, och äldre över 65 år 13,0 %.
Runt Fuzihe är det tätbefolkat, med 591 invånare per kvadratkilometer. Närmaste större samhälle är Jiujie, 16,8 km sydväst om Fuzihe. Trakten runt Fuzihe består till största delen av jordbruksmark.
Genomsnittlig årsnederbörd är 1 868 millimeter. Den regnigaste månaden är juli, med i genomsnitt 305 mm nederbörd, och den torraste är januari, med 48 mm nederbörd.